# Мигунин стан
Мигунин (Мигулин) стан — историческая административно-территориальная единица Медынского уезда. В настоящее время территория стана относится к Медынскому и Дзержинскому районам Калужской области.

## Упоминания
В 1722–1730 годах   Т.Ф. Карамышеву дана купчая на медынское поместье в Мигулине.
В  1728 году Анциферово (пустошь Погори Малые), пустошь Погори Большие Даниила Емельяновича Данилова секунд-майора.
«…Гвардии прапорщика Ивана Ионыча Чемесова … 1778 в году … в Мигунине стану в селе Кондыреве и в сельце Никольском»

## Населённые пункты
- Кондрово
- Константиново
- Пирово
- Никольское[5]